# Коротконіжка
Коротконіжка, голоочка (Ablepharus) — рід ящірок родини сцинкових (Scincidae). Один із168 родів родини. Представники роду поширені в Європі та Азії. Типові мешканці аридних гір, передгір'їв та прилеглих рівнин. Описано 19 видів.

## Етимологія
Українська назва роду пов'язана з відносно короткими і слаборозвиненими кінцівками ящірок.
Назва на інших мовах: snake-eyed skinks (англ.; дослівно «зміїноокий сцинк»); Natter augen-Skinks (нім.; дослівно «зміїноокий сцинк»); гологлазы, змееглазы (рос.).

## Опис
Дрібні ящірки завдовжки (L. + L.cd.) до 15 см. Самиці трохи більші за самців.
Цей вид сцинків сягає загальної довжини до 15 см. Дрібна змієподібна ящірка довжина їх тіла (тулуба з головою — L.) сягає  6 см, самців — до 5,5 см. Хвіст (L.cd.) досить довгий: відношення  L./L.cd. складає 0,50—0,85. Хвіст ламкий, здатний до регенерації. Кінцівки відносно короткі, слаборозвинені, п'ятипалі. У результаті зростання верхньої й нижньої повік утворилась прозора оболонка. Вушний отвір малопомітний або зовсім схований під лускою.
Тіло вкрите гладенькою округлою (рибоподібною) лускою. Навколо середини тулуба 18—26 поздовжніх рядів лусок. На зовнішніх краях гомілок і передпліч звичайно нема дуже збільшених щитків. Ніздря розташована всередині одного щитка. Надносові щитки відсутні.
Основний фон забарвлення верхньої частини тіла в різних представників роду оливко-коричневий, оливково-бурий, бронзовий, сірувато-оливковий, світло-бурий або зеленуватий. У низки видів присутні темні смуги на спині. 

## Поширення
Представники роду поширені у Південній Європі, на півдні Східної Європі, у Західній, Центральній та Південній Азії.

## Особливості біології
Коротконіжки — типові мешканці аридних гір, передгір'їв та прилеглих рівнин. Тримаються переважно ділянок із кам'янистим та піщаним ґрунтом, вкритих трав'янистою та чагарниковою рослинністю. У сприятливих умовах можуть створювати досить щільні скупчення. Ведуть денний, досить потаємний, спосіб життя. 
Представники роду належать до яйцекладних плазунів. Парування відбувається переважно в квітні — травні. У кінці травня — червні самиця відкладає 2—5 яєць. Приблизно через 2 місяці з яєць вилуплюються дитинчата, які довгий час тримаються біля місць кладок. Статева зрілість настає навесні другого року життя.
Живляться дрібними безхребетними, переважно комахами та їхніми личинками.

## Охорона
Стан природних популяцій переважної більшості видів роду залишається більш-менш стабільним. Саме тому вони, згідно з Червоним списком МСОП, отримали охоронну категорію «відносно благополучні види». 4 види мають неясний статус (охоронна категорія: «брак даних про вид»): Ablepharus darvazi, Ablepharus mahabharatus, Ablepharus nepalensis, Ablepharus tragbulensis. 4 види — ендеміки Таджикистану (Ablepharus darvazi), Афганістану (Ablepharus lindbergi) і Непалу (Ablepharus mahabharatus, Ablepharus nepalensis). Коротконіжки мешкають на ряді природно-заповідних територій у межах їх ареалів.

## Систематика
Один із168 родів родини сцинкових (Scincidae).
Станом на 2025 рік описано 19 видів:
- Ablepharus alaicus — Коротконіжка алайська
- Ablepharus anatolicus
- Ablepharus bivittatus — Коротконіжка смугаста
- Ablepharus budaki
- Ablepharus chernovi
- Ablepharus darvazi
- Ablepharus deserti — Коротконіжка пустельна
- Ablepharus eremchenkoi
- Ablepharus grayanus — Коротконіжка мала
- Ablepharus himalayanus
- Ablepharus kitaibelii — Коротконіжка європейська
- Ablepharus ladacensis
- Ablepharus lindbergi
- Ablepharus mahabharatus
- Ablepharus nepalensis
- Ablepharus pannonicus — Коротконіжка азійська
- Ablepharus rueppellii
- Ablepharus sikimmensis
- Ablepharus tragbulensis